# Krakauer Weihnachtskrippe

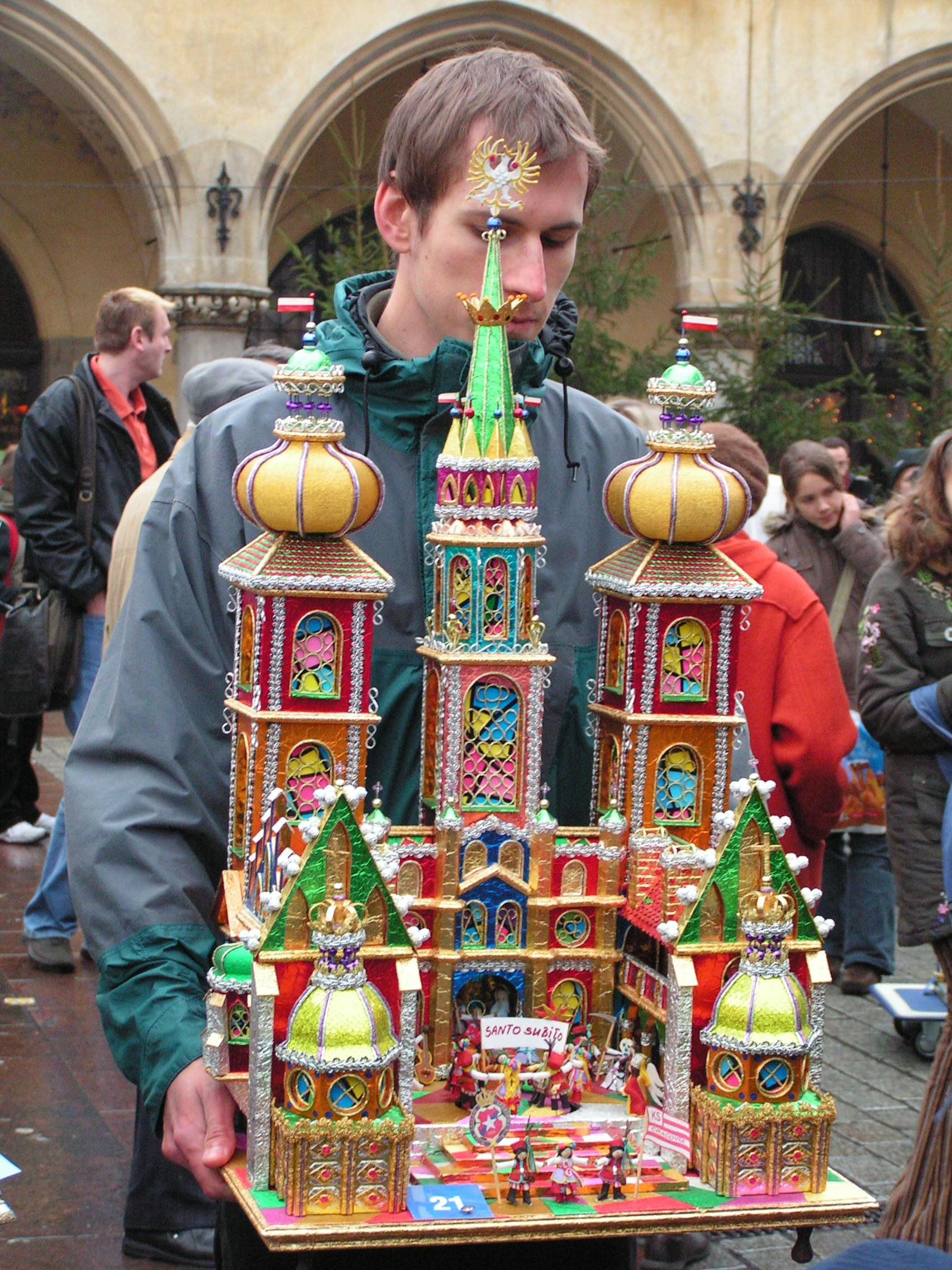
Eine Weihnachtskrippe vom 2006er Wettbewerb

Die Krakauer Weihnachtskrippe (polnisch Szopki krakowskie) bildet – wie auch der Tatarenreiter Lajkonik – einen wichtigen Bestandteil der Krakauer Folklore.

## Ursprung
In allen katholischen Kirchen Polens werden zur Weihnachtszeit Weihnachtskrippen aufgestellt. Die oft lebensgroßen Figuren stellen das Jesuskind dar, auf Heu in der Krippe liegend, seine Mutter Maria im blauen Kleid, den heiligen Josef mit dem Pilgerstab, kniende Hirtenknaben sowie Ochs und Esel. Am 6. Januar kommen noch die Heiligen Drei Könige dazu. Die Weihnachtskrippe bildet bis zum 2. Februar die Attraktion für Kinder. 

## Die Krakauer Weihnachtskrippe
Nach dem Vorbild dieser Krippen entstanden verkleinerte, tragbare Ausführungen, die von den Dorfjungen von Haus zu Haus herumgetragen wurden. Mit dem Bau beschäftigten sich traditionell die im Winter arbeitslosen Maurermeister. Die Krippen wurden immer üppiger und aufwändiger geschmückt. Bald wurden Wettbewerbe veranstaltet, in denen die Krippenbauer miteinander um die prächtigste Krippe wetteiferten. 
Die in Krakau seit etwa 1900 übliche Form der Krippe (polnisch szopka) aus Pappe und bunter Aluminiumfolie erinnert an Elemente des Puppentheaters.
Die tragbare Weihnachtskrippe bestand aus kleinen Figuren nach dem ikonografischen Programm und einer großen architektonischen Umrahmung, die als prunkvolle Kirchenfassade gestaltet wurde. Als Vorbilder dienten meistens die gotische Krakauer Marienkirche, manchmal auch andere Krakauer Kirchen und der Schlosshügel Wawel. Die bis zu zwei Meter hohe, aus Holz geschnitzte Konstruktion wurde mit bunter Alufolie beklebt. 
Im Jahr 1927 wurde der erste offizielle Weihnachtskrippen-Wettbewerb ausgeschrieben. Seit 1937 werden alljährlich am ersten Donnerstag im Dezember die neuen Weihnachtskrippen auf den Stufen des Mickiewicz-Denkmals am Krakauer Marktplatz zur Schau gestellt. Der Krippenwettbewerb gilt als ein Höhepunkt im Leben der Stadt und zieht jedes Jahr viele Teilnehmer an.
2018 wurde diese Weihnachtskrippentradition in die UNESCO-Liste des immateriellen Kulturerbes der Menschheit aufgenommen.